# Sporenschlacht
Die Goldene-Sporen-Schlacht (niederländisch Guldensporenslag; auch bekannt als Schlacht der Goldenen Sporen, Sporenschlacht von Kortrijk oder Schlacht von Courtrai) vom 11. Juli 1302 war ein Vorkonflikt des Hundertjährigen Krieges (zwischen England und Frankreich). Sie war eine Schlacht der Flamen gegen Frankreichs Machtanspruch. Eines der Kriegsziele des Hundertjährigen Krieges ab 1337 war die Herrschaft über die Tuchindustrie Flanderns.
Mit Gewalt verteidigten in ihr die Truppen Flanderns, der Adel, die Patrizier gleichermaßen wie die Handwerker und Bauern ihre Freiheit gegen Frankreich. Die flämische Armee bestand zum Großteil aus Bürgermilizen.
König Philipp IV. der Schöne von Frankreich hatte Guido I. von Flandern unter dem Vorwurf des Hochverrates gefangen genommen, sein Lehen konfisziert sowie französische Beamte in Flandern eingesetzt. Am 18. Mai 1302 kam es in Brügge zu einem Aufstand, bei dem die Bürger der Stadt alle Franzosen, derer sie habhaft werden konnten, erschlugen (Brügger Frühmette). Philipp reagierte darauf, indem er Robert Graf von Artois mit den besten Rittern des nördlichen Frankreichs entsandte. Die Flamen konnten lediglich Infanterie aufbieten, und da Ritterheere Fußsoldaten als klar überlegen galten, waren sich die Franzosen eines leichten Sieges sicher.

## Schlachtverlauf
Am 11. Juli 1302 kam es schließlich zur Schlacht zwischen dem französischen Ritterheer und dem flämischen Infanterieheer auf dem Groeningekouter bei Kortrijk (Courtrai). Die Flamen formierten sich vor einem kleinen Fluss ohne wirkliche Fluchtrouten, und man nimmt an, dass dies mit Absicht geschah, um den Kampfeswillen der Männer zu stärken.
Nach einem kurzen Schusswechsel der Armbrustschützen (auf Seiten der Franzosen aus Italien rekrutiert) zogen sich die Flamen etwas zurück, und Graf Robert befahl einen Kavallerieangriff seiner Vortruppe. Dabei stellte sich heraus, dass der Fluss für die französischen Ritter tückischer als erwartet war. Zusätzlich erschwerten das sumpfige Gelände und von den Flamen gegrabene Löcher die Attacke. Die Flamen setzten den desorientierten französischen Rittern so stark zu, dass Robert seiner Hauptstreitmacht ebenfalls den Angriffsbefehl gab, um die Vortruppe zu retten.
Aber auch die Hauptstreitmacht konnte in dem sumpfigen Gelände ihre Kampfkraft nicht entfalten. Sie konnte zwar verhindern, dass die Vortruppe komplett vernichtet wurde, schaffte es aber nicht, die Reihen der Flamen zu durchbrechen. Die Flamen ihrerseits töteten ein Pferd nach dem anderen und anschließend die Reiter und konnten so den Sieg erringen.
Am Ende des Tages hatten 700 französische Ritter ihr Leben verloren, darunter auch Graf Robert, fünf weitere Grafen, beide Marschälle von Frankreich und einige weitere höhere Adlige. Wie der französische Chronist Jean Froissart berichtet, fanden französische Truppen achtzig Jahre später nach der Schlacht bei Roosebeke (1382) in der Onze-Lieve-Vrouwe-Kerk etwa 500 goldene Sporen ihrer in der Schlacht gefallenen Landsleute. Jedes Jahr hätten die Bürger zu Ehren des Sieges ein Fest begangen. Wegen dieser öffentlich aufgehängten Trophäen erhielt das Gefecht später den klangvollen Namen „Schlacht der goldenen Sporen“.

## Auswirkungen

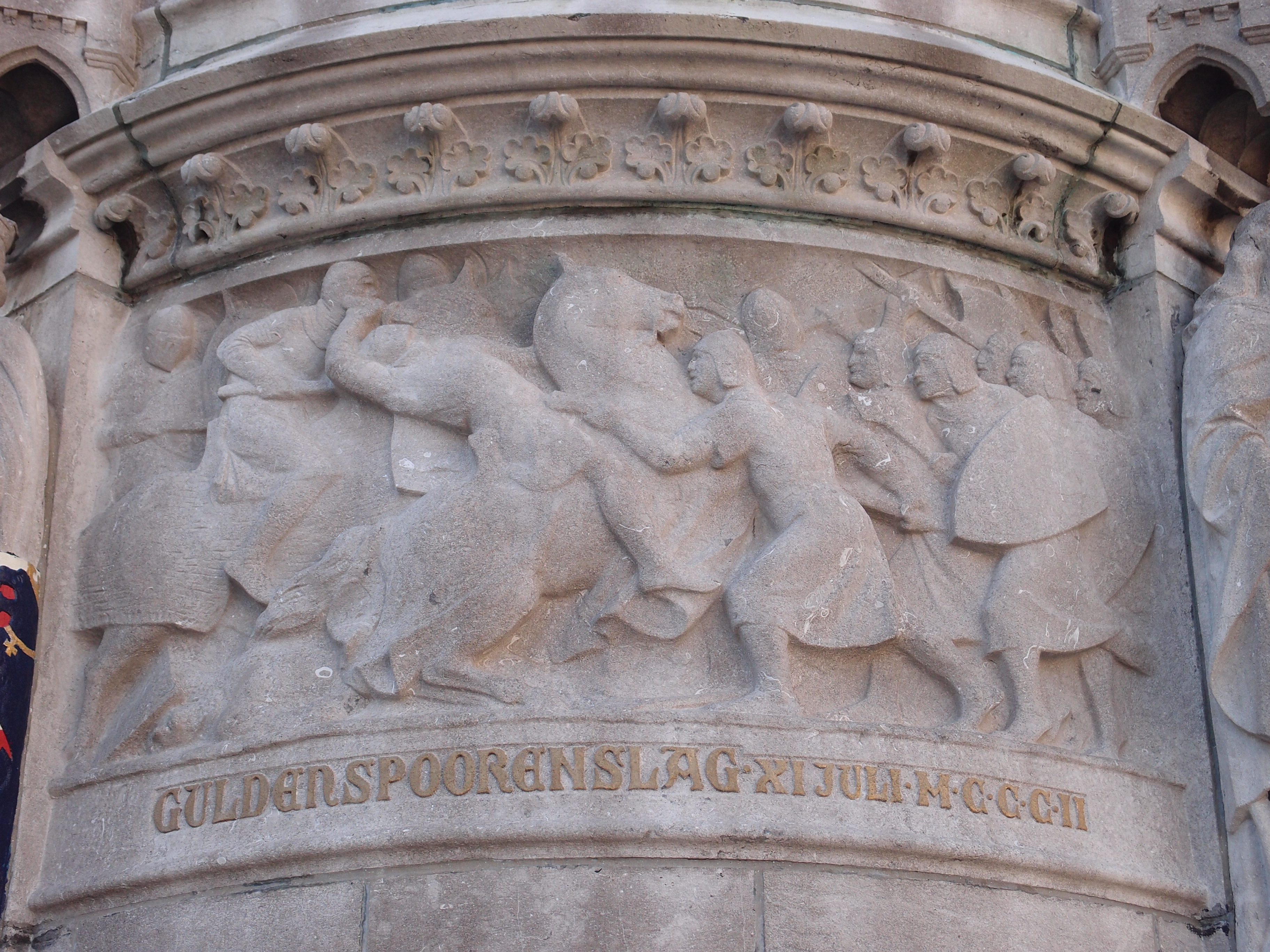
Erinnerung an die Sporenschlacht am Denkmal für Jan Breydel und Pieter de Coninck in Brügge

Nach diesem Sieg blieb Flandern vorerst von der Fremdherrschaft verschont. (Schon 1305 musste sich Flandern allerdings im Vertrag von Athis-sur-Orge Frankreich unterwerfen.) Es entstanden rasch zahlreiche Legenden, in denen Graf Robert die Schuld zugeschoben wurde, anstatt der flämischen Infanterie Beachtung zu schenken. Die französischen Ritter lernten nicht aus der Niederlage und mussten deshalb im folgenden Hundertjährigen Krieg noch einige Niederlagen gegen die englische Infanterie hinnehmen.
Die flämischen Anführer Jan Breydel und Pieter de Coninck, die 7000 Weber und Fleischhauer in die Schlacht geführt haben sollen, wurden durch diesen Kampf zu Volkshelden. Vom Sieg profitierten die niederen Stände mit einem Mitspracherecht in der Politik.
Der 11. Juli gilt in Flandern seit dem 19. Jahrhundert als Nationalfeiertag.
Die Sporenschlacht ist in die Militärgeschichte eingegangen als Beispiel für den erfolgreichen Einsatz von bürgerlichen Fußtruppen gegen Ritter.

## Belletristik
- Hendrik Conscience: De leeuw van Vlaenderen. Historienroman, 1838 (dt. "Der Löwe von Flandern, 1846) https://sammlungen.ulb.uni-muenster.de/urn/urn:nbn:de:hbz:6:1-75812

## Rezeption in Bildender Kunst und Film
- De Leeuw van Vlaanderen. Regie: Hugo Claus. Belgien, Niederlande, 1984.

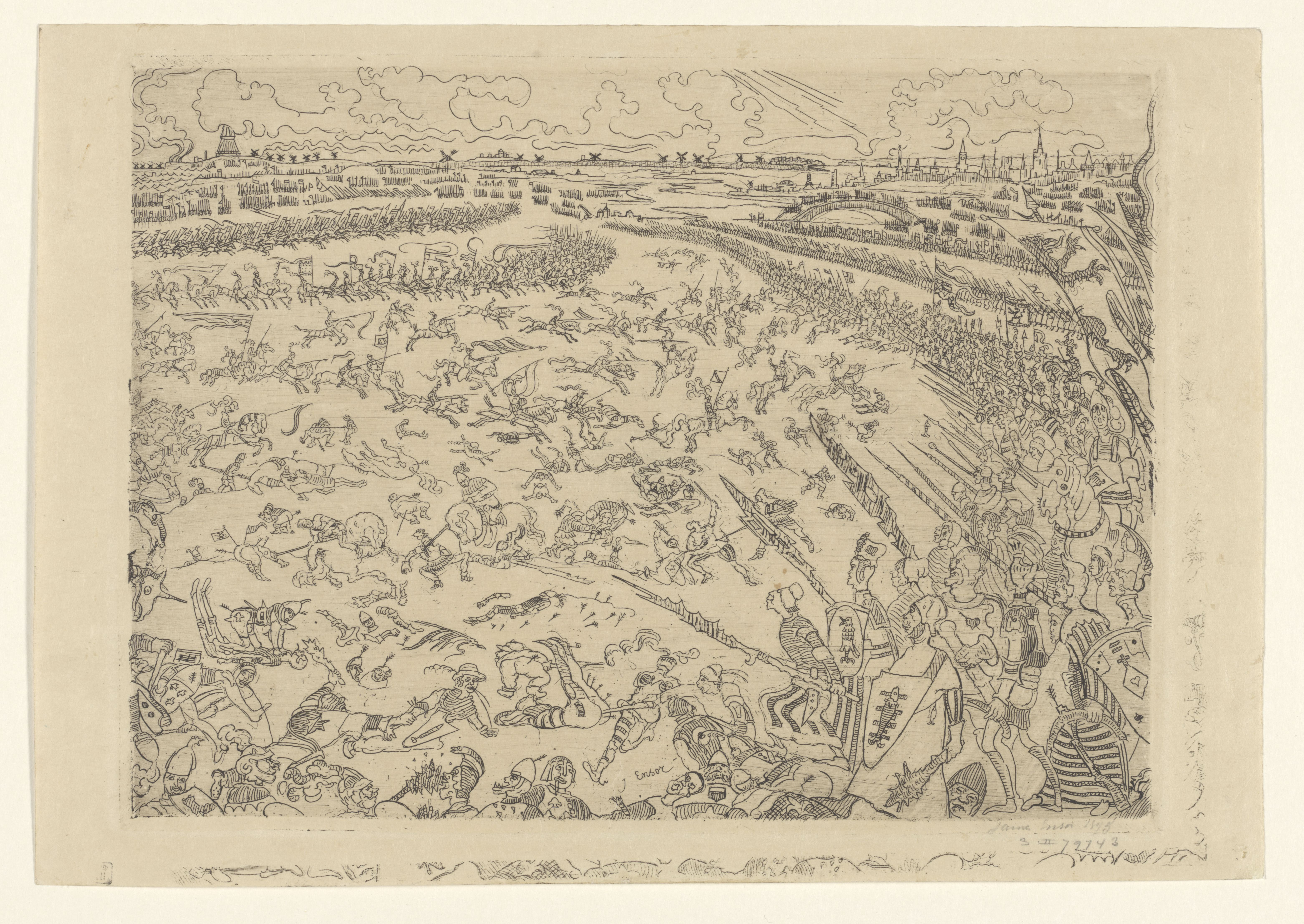
Sporenschlacht, Radierung von James Ensor, 1895, Königliche Bibliothek Belgiens